# 瀨長島
26°10′30″N 127°38′33″E / 26.17500°N 127.64250°E
瀨長島（日语：／ Senaga-jima、琉球語：／ ）是沖繩縣豐見城市所屬的一個島。距離沖繩島南部的西海岸約600公尺，在那霸機場南側約1.5公里位置處。
面積0.18平方公里，周長1.8公里，最高點33公尺，為一個台地狀島嶼。行政上屬於瀨長地區。